# Cayo Ratón
Cayo Ratón es el nombre que recibe una isla del océano Atlántico que se ubica en las coordenadas geográficas 22°55′00″N 83°24′00″O / 22.91667, -83.40000 en los alrededores de la bahía de la Mulata y que pertenece a la República de Cuba, en las Antillas Mayores. Administrativamente hace parte de la Provincia de Pinar del Río en el extremo occidental de la principal isla de Cuba.